# Estació de Vilanova i la Geltrú
Vilanova i la Geltrú és una estació de ferrocarril propietat d'Adif situada a la població de Vilanova i la Geltrú, a la comarca del Garraf. L'estació es troba a la línia Barcelona-Vilanova-Valls, per on circulen trens de la línia de rodalia R2 Sud i les línies regionals R13, R14, R15, R16 i R17 de Rodalies de Catalunya, serveis operats per Renfe Operadora.
És la capçalera de part dels trens de rodalies i al costat de l'estació hi ha el Museu del Ferrocarril de Catalunya, on hi ha una gran col·lecció de locomotores de vapor.
El nombre de passatgers pujats l'any 2016 va ser de 2.637.000 persones, essent la primera estació en nombre de passatgers fora de Barcelona de la xarxa d'ADIF a Catalunya. D'aquests passatgers, 2.534.000 són de serveis de rodalia i 103.000 de serveis regionals.

## Història
La primera concessió de la línia ferroviària Barcelona-Tarragona correspongué al vilanoví Magí de Grau el 15 de maig de 1851 i el 1861 es publicà un Reial Decret favorable al pas del ferrocarril per la vila. Tanmateix, la realització del projecte d'un ferrocarril per a Vilanova es pot considerar com un resultat de l'esforç personal de Francesc Gumà i Ferran, que va aconseguir l'autorització per construir el ferrocarril entre Valls, Vilanova i Barcelona el gener de 1877 (publicació de la llei a la "Gaceta de Madrid": 13/1/1877).
El finançament de l'obra no comptà amb subvencions de l'Estat, sinó que es va dur a terme per subscripció pública i les aportacions personals de Gumà. Amb el capital reunit es va constituir el 28 de juny de 1878 la Companyia del Ferrocarril sota la gerència de F. Gumà i el 10 de juliol de 1878 s'iniciaren les obres. La inauguració del trajecte Barcelona-Vilanova es va fer el 29 de desembre de 1881. L'edifici de l'estació es va bastir el 1881 segons els plànols del mestre d'obres Cels Xauradó.
Aquesta estació de la línia de Vilanova va entrar en servei l'any 1881 quan es va obrir el tram entre les Hortes de Sant Beltran al costat de les Drassanes de Barcelona i Vilanova i la Geltrú. Posteriorment l'any 1887 amb la unificació de la línia amb la línia de Vilafranca, els trens van deixar de passar per la carretera del Morrot, per passar per l'actual traçat per Bellvitge. Al segle xx es van fer obres a la línia per duplicar les vies.

## Serveis ferroviaris
| Rodalia de Barcelona                       |                        |               |                 |                             |
| Procedència/Destinació                     | <                      | Línia         | >               | Procedència/Destinació      |
| terminal Sant Vicenç de Calders            | Cubelles               |               | Sitges          | Estació de França           |
| Projectat                                  |                        |               |                 |                             |
| terminal                                   | terminal               | Línia Orbital | Vilanova Oest   | Mataró                      |
| Serveis regionals de Rodalies de Catalunya |                        |               |                 |                             |
| Lleida Pirineus                            | Sant Vicenç de Calders |               | Barcelona-Sants | Barcelona-Estació de França |
| Reus Móra la Nova Flix Riba-roja d'Ebre    | Sant Vicenç de Calders |               | Barcelona-Sants | Barcelona-Estació de França |
| Tortosa València-Nord                      | Sant Vicenç de Calders |               | Barcelona-Sants | Barcelona-Estació de França |
| Port Aventura                              | Sant Vicenç de Calders |               | Barcelona-Sants | Barcelona-Estació de França |

## Edifici de l'estació
L'edifici de l'estació és una obra eclèctica i d'arquitectura de ferro protegida com a bé cultural d'interès local.
És un edifici aïllat format per tres cossos de planta baixa i dos pisos, que ocupen respectivament el centre i els dos extrems de la construcció, i per dos cossos de planta baixa i un pis que uneixen els anteriors. El resultat és un edifici de composició simètrica. Les obertures són rectangulars excepte la porta d'accés, que és d'arc de mig punt. L'estructura de la façana principal es repeteix a la part de l'andana. Les cobertes són a dues vessants als cossos més elevats i amb terrats als intermedis. És remarcable l'ús del ferro colat, visible en la coberta de part de l'andana i a les columnes que la sustenten, així com a les columnes del vestíbul.

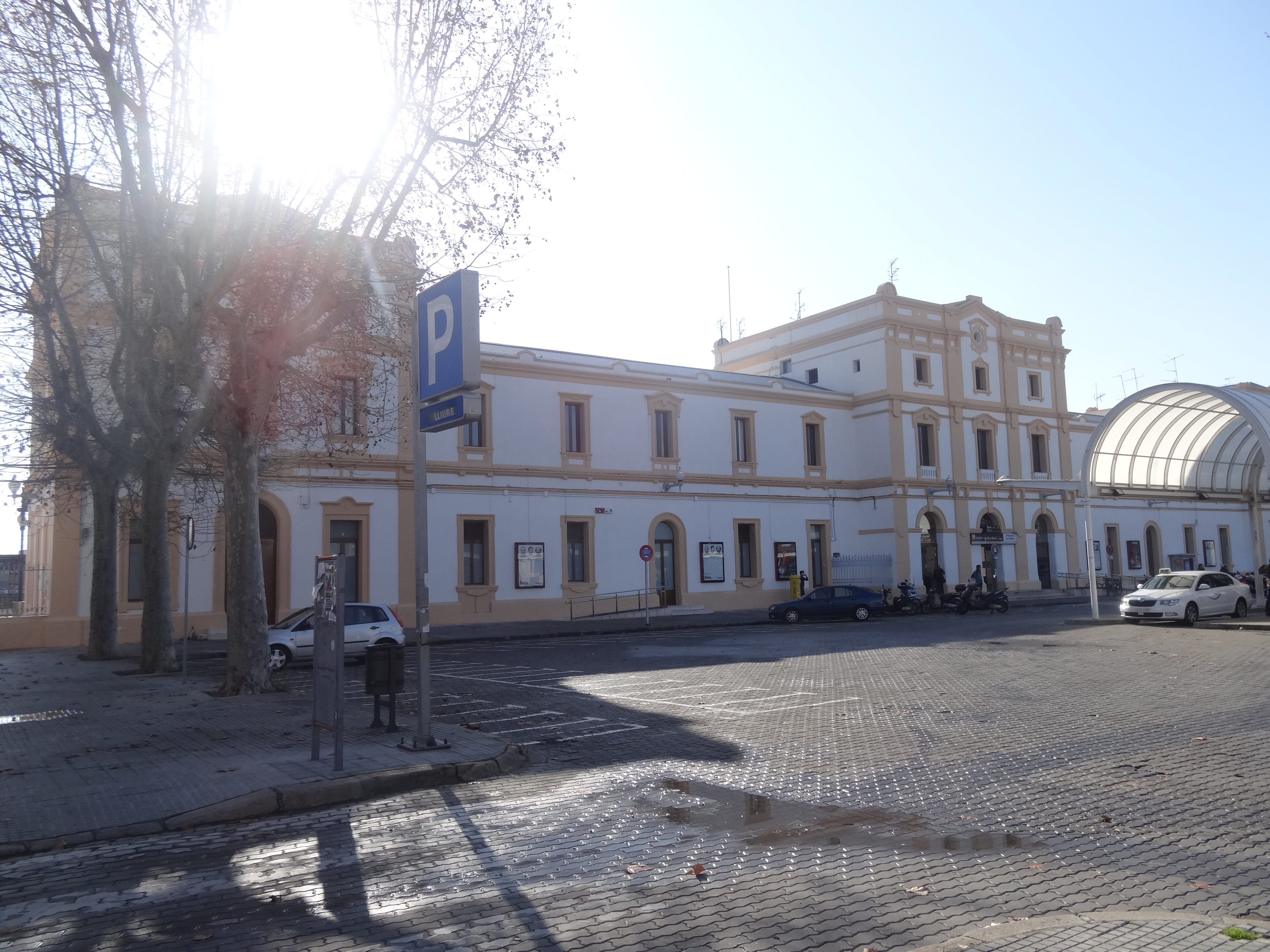
L'entrada i edifici de l'estació
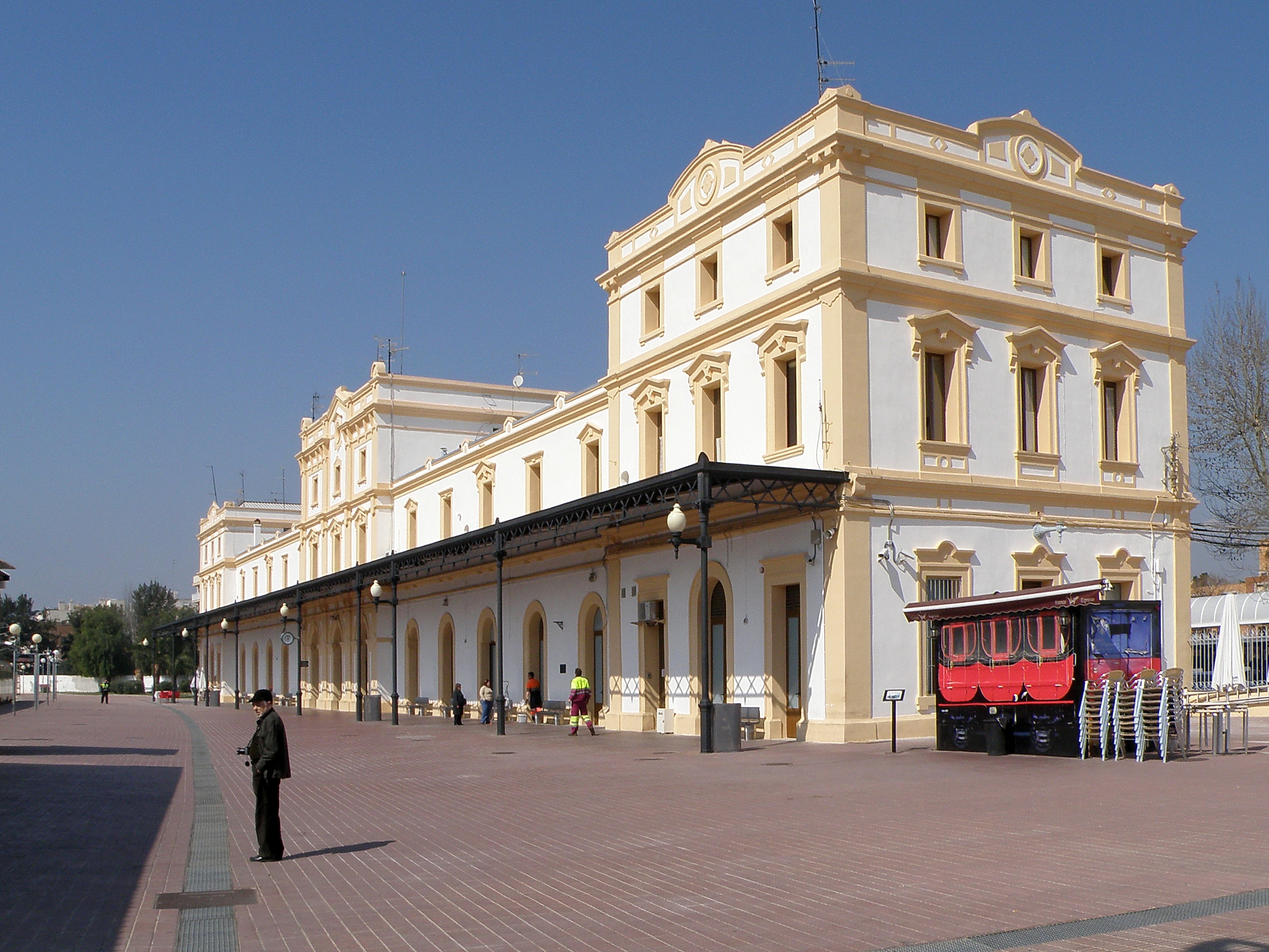
Façana costat de les andanes